# Fondation Rosa-Luxemburg

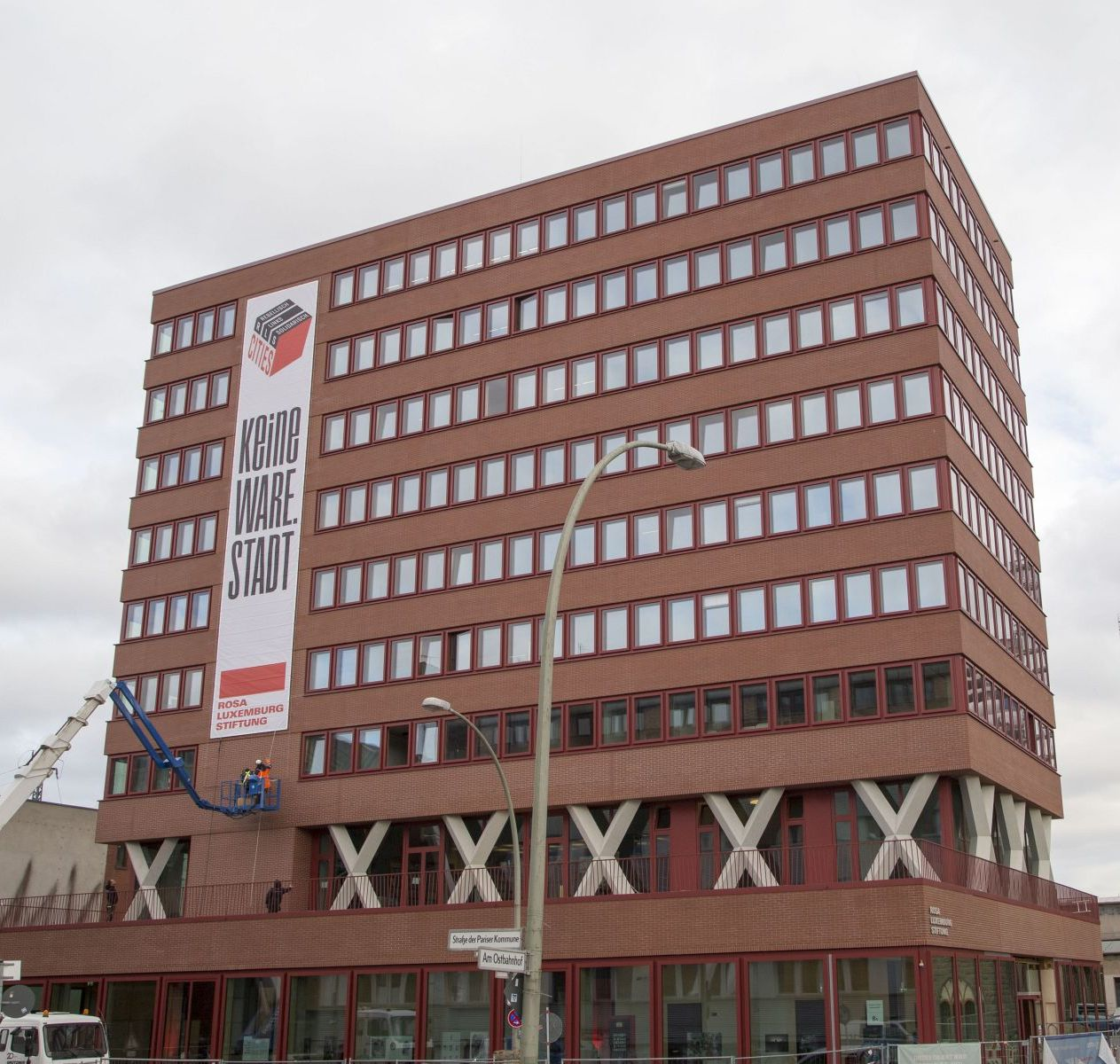
Le siège de la fondation Rosa-Luxemburg.

La fondation Rosa-Luxemburg (en allemand : Rosa-Luxemburg-Stiftung), nommée en l'honneur de Rosa Luxemburg et parfois appelée Rosa-Lux, est une fondation politique allemande créée en 1990, groupe de lobbying international et établissement d'enseignement politique. 
Elle est affiliée au parti de gauche Die Linke.

## Objectifs et activités
La mission de cette association est de s'engager de manière productive avec une « gauche politique » diversifiée, pluraliste et transnationale. À cette fin, les activités de la fondation consistent en deux axes principaux : l'enseignement politique général et le travail académique/scientifique.
Bien que la fondation soit centrée en Allemagne, sa présence et sa portée transnationales sont étendues, avec 16 bureaux étrangers soutenant des activités dans plus de 25 pays.
En 2018, l'État allemand subventionne les activités de la fondation à hauteur de 64 millions d'euros.

## Historique
La fondation Rosa Luxemburg est créée à Berlin en 1990 à l'origine sous le nom d'« Association d'analyse sociale et d'éducation politique ».
Elle est à l’origine proche du Parti du socialisme démocratique (PDS), un parti directement issu du Parti socialiste unifié d'Allemagne (SED), principal parti de la République démocratique allemande (RDA), puis du parti de gauche Die Linke. Elle est officiellement reconnue en 1999.
Par rapport aux autres fondations allemandes, la Fondation Rosa-Luxemburg représente la ligne la plus critique vis-à-vis de l’intégration européenne en adéquation avec le discours de Die Linke.
En 2001, la Fondation reçoit des ressources supplémentaires pour étendre ses activités à l’étranger, ce qui facilite l'ouverture de ses premiers bureaux internationaux à Varsovie, Moscou et Johannesburg en 2003. Initialement, elle cherche à réactiver d'anciens contacts hérités de la République démocratique allemande (RDA), mais par la suite, elle élargit ses priorités géographiques. Cela est illustré par l'ouverture de nouveaux bureaux aux États-Unis, en Égypte et en Turquie en 2012.
En 2021, la Fondation participe au projet universitaire du Musée virtuel de la Femme combattante, initié par Tània Balló Colell, avec le ministère de l'Egalité espagnol et l'Institut des femmes. 

## Critique
En 2023, la fondation Rosa-Luxemburg, ainsi que la Fondation Heinrich-Böll sont accusées dans un rapport de l’École de guerre économique intitulé « Ingérence des fondations politiques allemandes et sabotage de la filière nucléaire française » de vouloir sciemment affaiblir la filière nucléaire française par le moyen notamment de « rédaction de documents au narratif antinucléaire », par « l’orientation des élites par le biais de formations - bourses doctorales, masterclass… - », et par des « visites et rencontres de responsables politiques étrangers, l’alliance avec certaines ONG ou partis écologistes »,.